# Ian Brown
Ian Brown (Warrington, 20 febbraio 1963) è un musicista e compositore britannico.
Figura emblematica della scena Madchester, è stato il cantante della band Stone Roses dal 1983 al 1996 e poi dal 2011 fino all'ultima apparizione pubblica del gruppo, nel 2017. Dal 1998 ha partecipato per tre volte al festival di Glastonbury.

## Biografia

### Infanzia e adolescenza
Nativo di Warrington, figlio di un falegname e di un'impiegata in un'industria della carta, a cinque anni si trasferì con la famiglia (che comprendeva anche un fratello e una sorella) a Timperley, nell'Altrincham. Frequentò la Park Road County Primary Infant and Junior School e poi la Altrincham Grammar School for Boys.
Si interessò ben presto al movimento punk 77, in special modo ai Sex Pistols, ai Clash e agli Slaughter & The Dogs. Insieme a Pete Garner, colui che sarebbe diventato il primo bassista degli Stone Roses, fu presente durante le registrazioni del singolo "Bankrobber" dei Clash, che si tennero a Manchester.

### Stone Roses
Nel 1980 iniziò a suonare il basso in una band che comprendeva anche John Squire e Simon Wolstencroft. Divennero i Patrol, con la voce di Andy Couzens. Ben presto la band si sciolse e Brown vendette il proprio basso per acquistare uno scooter. Brown si trasferì a Hulme, dove frequentò i nightclub della scena northern soul nei primi anni '80. In questo periodo fece conoscenza con la leggenda del soul Geno Washington, che gli disse: "Dovresti essere una star". Nel 1983 si unì ai Waterfront, la band antesignana degli Stone Roses, come co-cantante.
Con gli Stone Roses ottenne la fama mondiale tra la fine degli anni '80 e i primi anni '90. L'album The Stone Roses, del 1989, fu nominato migliore album britannico di tutti i tempi nel 2004. Icona della band e della musica inglese, con gli Stone Roses il cantante pubblicò anche Second Coming, che vide la luce solo nel 1994, a cinque anni dal disco di debutto ed ebbe un riscontro tiepido. Nell'ottobre 1996 la band si sciolse.
Il 17 ottobre 2011 Brown fece riferimento ad una reunion degli Stone Roses affermando: "Conquisteremo di nuovo il mondo. Sta per accadere". L'indomani fu annunciata ufficialmente la ricomposizione della band e furono annunciati due concerti per il giugno 2012 a Heaton Park, a Manchester. In una successiva conferenza stampa la band annunciò la pubblicazione di un nuovo album.
Il 2 dicembre 2011 Ian Brown e John Squire si sono esibiti insieme per la prima volta dal 1995, unendosi a Mick Jones dei Clash, ai The Farm e a Pete Wylie al Ritz di Manchester in un concerto benefico dell'associazione Justice for Hillsborough.
Il nuovo tour degli Stone Roses è partito nel 2012.
L'ultima apparizione pubblica degli Stone Roses è stata nel 2017 ad un concerto a Glasgow, in cui Brown disse al pubblico, durante l'esibizione: "Non siate tristi che sia finita, siate contenti che ci sia stata", alludendo a uno scioglimento del gruppo, poi confermato nel 2019.

### Carriera solista
Trasferitosi per un periodo di tempo in Marocco dopo lo scioglimento della band, il 12 gennaio 1998 Brown pubblicò il primo singolo solista, My Star. Il disco d'esordio come solista, Unfinished Monkey Business, fu pubblicato il 2 febbraio. Vedeva la partecipazione degli ex compagni di band Mani, Nigel Ipinson, Aziz Ibrahim e Robbie Maddix e vendette oltre 300 000 copie.
Formata una nuova band composta da Ibrahim, Inder Mathura (percussioni), Simon Moore (batteria) e Sylvan Richardson (basso), nell'estate del 1998 Brown iniziò un tour che lo portò a esibirsi al festival di Glastonbury e al V Festival. Di ritorno da un'esibizione live a Parigi, Brown fu arrestato e in seguito condannato a quattro mesi di carcere per l'aggressione di una hostess e del capitano del volo su cui viaggiava. Sebbene Brown abbia sempre negato ogni accusa, il tour che aveva pianificato dovette subire alcuni cambi di programma. Aziz non fu mai d'accordo con questa sentenza affermando che Brown fosse stato solamente sfacciato. Mentre era rinchiuso nella Strangeways Prison, Brown scrisse i testi di Free My Way, So Many Soldiers, e Set My Baby Free. Fu rilasciato per buona condotta dopo soli due mesi.
Il suo secondo album, Golden Greats, fu pubblicato dalla Polydor Records nel 1999 e si distinse dai precedenti per l'utilizzo di sonorità più elettroniche. Ben presto guadagnò anche i favori della critica.
Per il suo terzo album, Music of the Spheres, pubblicato il 1º ottobre 2001, Brown ebbe bisogno per la prima volta di cercare il sostegno di una casa di produzione esterna, assumendo come scrittore e produttore Dave McCracken, che in seguito diventò suo fedele collaboratore. Per pubblicizzare l'album organizzò per la prima volta un tour negli Stati Uniti. La canzone F.E.A.R., contenuta nel disco, sarebbe stata scelta, nella versione mixata da James Lavelle, come traccia di apertura del gioco F1 2010.
Il quarto album da solista, Solarized, fu pubblicato in Inghilterra il 13 settembre 2004 e fu il primo ad essere distribuito sotto la rinata Polydor imprint Fiction Records. Quando a Jim Chancellor, addetto alla ricerca e sviluppo della HitQuarters, fu chiesto quale fosse il suo contributo alle produzioni di Brown, la sua risposta fu: "Non c'è molto da fare, Ian è l'unico responsabile delle sue canzoni".
Dalla separazione dagli Stone Roses nel 1996, Brown ha prodotto 7 album come solista e 14 singoli entrati nella top 40 della UK Singles Chart. Ha fatto registrare il tutto esaurito in 7 tour in Inghilterra ed è apparso 3 volte al festival di Glastonbury, inclusa la partecipazione all'Other Stage del 2005. Dal 1998 è apparso 5 volte al V Festival e ha partecipato regolarmente ai festival T in the Park e Oxegen. Nel 2002 si è esibito al MOVE festival al Lancashire Cricket Ground di Manchester. e nel 2006 e 2008 ha tenuto due tour australiani.

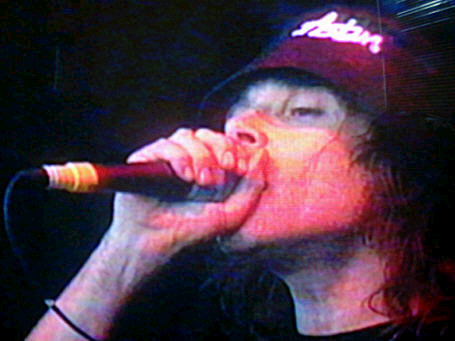
Ian Brown al Witnness del 2002.

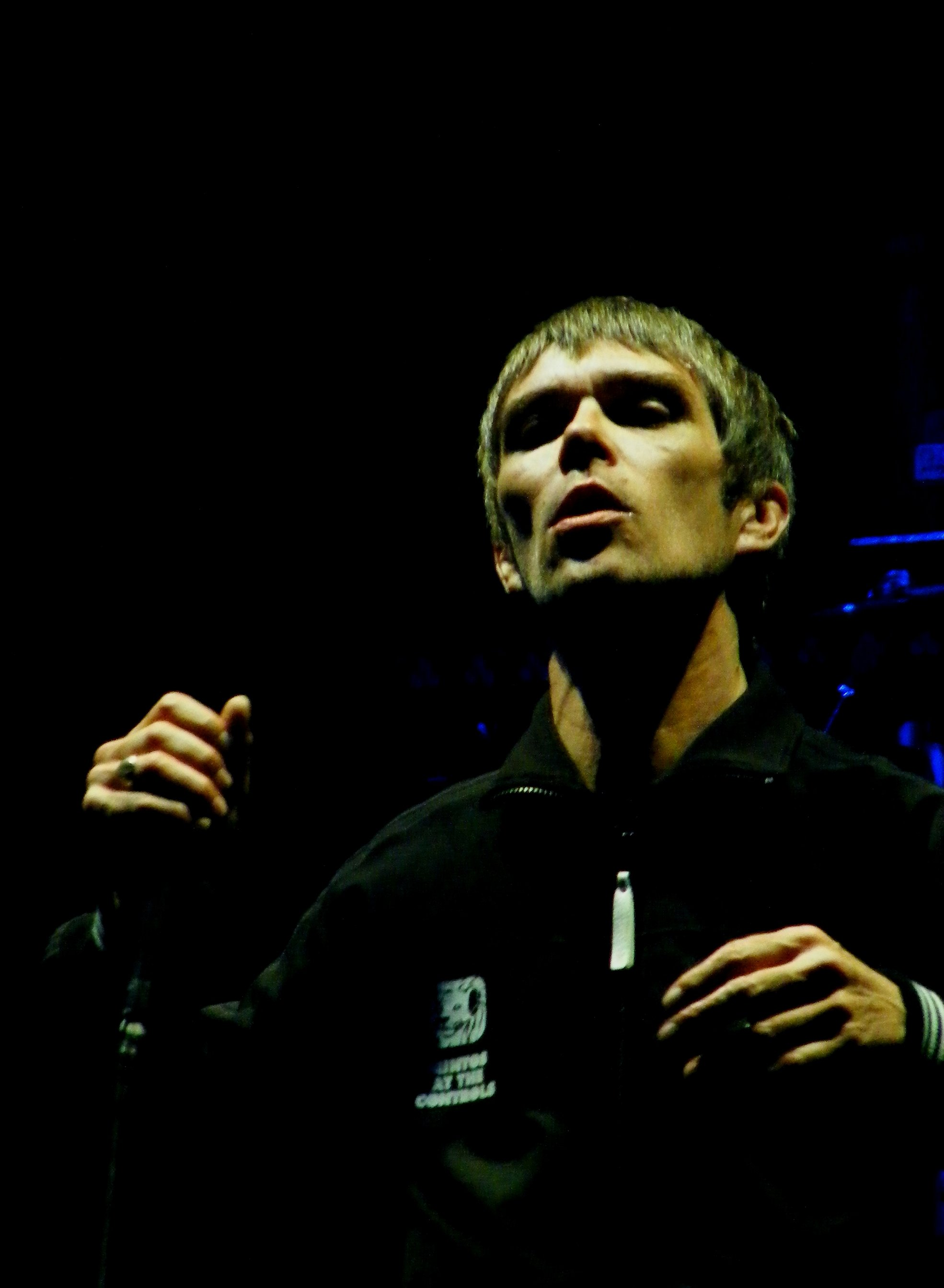
Ian Brown nel 2010

Nel 2004 fece un cameo nel film Harry Potter e il prigioniero di Azkaban.
Da sempre tifoso del Manchester United, ha l'abbonamento annuale all'Old Trafford.
Nella stagione sportiva 2005-2006 Brown divenne lo sponsor delle maglie della squadra di calcio Chiswick Homefields; i giocatori indossavano il logo "IB – The Greatest" sul petto.
Agli NME Awards del 2006 fu premiato con il riconoscimento di Godlike Genius, mentre nel 2007 gli fu assegnato quello di Q Legend dall'omonima rivista.
Nel settembre del 2007 Brown pubblicò il proprio quinto album, The World Is Yours, un album più "politico". Un esempio di questo diverso approccio alla musica, in cui compaiono anche tematiche sociali, si può riscontrare nel brano Illegal Attacks, che è una chiara presa di posizione contro la guerra. A questo pezzo ha partecipato anche Sinéad O'Connor, mentre l'intero album si avvale della collaborazione di Andy Rourke, bassista degli Smiths, Paul Ryder degli Happy Mondays. e Steve Jones e Paul Cook dei Sex Pistols.
My Way, sesto album solista, fu pubblicato nel settembre 2009. Registrato ai Battery Studios di Londra e prodotto da Dave McCracken, fu lanciato dal singolo Stellify, trasmesso per la prima volta il 21 settembre 2009. Brown suonò per la terza volta allo stadio di Manchester nel dicembre del 2009, mentre nel 2010 fece la sua terza apparizione a Mosca e suonò per la seconda volta a Pechino.
Da quando ha intrapreso la carriera solista Brown ha suonato in oltre 45 paesi differenti.
Brown ha collaborato diverse volte con gli UNKLE, comparendo negli album Be There nel 1999 e in Reign nell'album Never, Never, Land del 2003, che fu poi distribuito anche come singolo.
Il 25 ottobre 2018 ha pubblicato il primo singolo come solista dopo nove anni, First World Problems, che ha anticipato l'album Ripples, uscito il 3 febbraio 2019.

## Premi e riconoscimenti
Ha vinto numerosi premi, in modo particolare da solista e con gli Stone Roses. Di seguito, i principali riconoscimenti:
The Stone Roses
- 1997 The Stone Roses, 5º nella classifica dei "100 Migliori Album di sempre" stilata dal giornale The Guardian'
- 1998 The Stone Roses, 4º nella classifica dei "100 Migliori Album di sempre" stilata dalla rivista Q
- 2004 The Stone Roses, 1º nella classifica dei "100 Migliori Album Inglesi di sempre" stilata dal giornale The Observer'
- 2006 The Stone Roses, 1º nella classifica dei "100 Migliori Album Inglesi di sempre" votati dagli scrittori del NME
- 2006 The Stone Roses, 7º nella classifica dei "100 Migliori Album di sempre" votati dai fan del NME

Solista
- 2002 Muso Awards, "Best Single" ("Whispers")
- 2002 NME Awards, "Best Solo Artist"[18]
- 2006 NME Awards, "Godlike Genius Award"[19]
- 2007 Q Awards, Legend Award[20]
- 1999, 2000,[21] 2002,[22] 2006,[23] 2009[24] – nomination come "Miglior artista solista" ai Brit Awards

## Discografia

### Da solista
- 1998 - Unfinished Monkey Business
- 1999 - Golden Greats
- 2001 - Music of the Spheres
- 2004 - Solarized
- 2007 - The World Is Yours
- 2009 - My Way
- 2019 - Ripples